# The Making of Crooks
The Making of Crooks è un cortometraggio muto del 1915 diretto da William Robert Daly. Di genere drammatico, con la sceneggiatura di William H. Lippert, il aveva come interpreti Jack Pickford, George Hernandez, George Nichols Jr..

## Trama
Condannato per avere venduto caramelle drogate ai bambini, il farmacista Walton viene rilasciato per intercessione di Lee O'Neill, un potente boss politico locale. Scrollandosi di dosso ogni scrupolo, Walton, protetto da O'Neil, apre in città una malfamata sala da biliardo, prendendosi con assistente Tony, un giovane italiano che ha conosciuto in prigione. La sala diventa punto di incontro per truffatori e giovani sulla strada del crimine. Tra i ragazzi, ci sono Elmer, fattorino della banca, e Bingham, figlio trascurato di una coppia facoltosa. Bingham e Tony incontrano una sera Hazel O'Neil, la figlia del boss politico. Tony affascina la ragazza e ruba l'automobile di Bingham per portarla a fare un "giro" di mezzanotte. Il derubato denuncia il furto: inseguito, Tony cerca di fuggire attraversando i binari della ferrovia, ma l'auto viene colpita dal treno che la distrugge. Nel terribile incidente Hazel O'Neil perde la vita. In attesa di Tony, due agenti riconoscono durante la postazione dietro la sala da biliardo, due noti truffatori. Fermano Elmer, il fattorino di banca, che confessa i giri poco puliti che si tengono nella sala di Walton. La sala e ogni altro luogo sospetto della città viene chiuso dal sindaco, mentre Tony, rimasto solo ferito, è preso in custodia dai poliziotti insieme a Elmer.

## Produzione
Il film fu prodotto dalla Selig Polyscope Company.

## Distribuzione
Distribuito dalla General Film Company, il film - un cortometraggio in tre bobine - uscì nelle sale cinematografiche statunitensi il 27 dicembre 1915.